# Granaglione
Granaglione est un hameau italien de la comune sparso d'Alto Reno Terme, créée le 1er janvier 2016 par la fusion des territoires des anciennes communes de Porretta Terme et Granaglione, située dans la ville métropolitaine de Bologne dans la région de l'Émilie-Romagne dans le nord-est de l'Italie.

## Administration
| Période                                  | Période  | Identité       | Étiquette | Qualité |
| ---------------------------------------- | -------- | -------------- | --------- | ------- |
| 27 mai 2003                              | En cours | Elio Ballerini |           |         |
| Les données manquantes sont à compléter. |          |                |           |         |

### Hameaux
Sambucedro, Ponte della Venturina, Borgo Capanne, Lustrola, Casa Forlai, Casa Calistri, Molino del Pallone, Vizzero, Biagioni

### Communes limitrophes
Castel di Casio, Pistoia, Sambuca Pistoiese